# District de Semily
Le district de Semily  (en tchèque : okres Semily) est un des quatre districts de la région de Liberec en Tchéquie. Son chef-lieu est la ville de Semily.

## Liste des communes
Le district compte 64 communes, dont 8 ont le statut de ville (město, en gras) et 1 celui de bourg (městys, en italique) :
Bělá - 
Benecko - 
Benešov u Semil - 
Bozkov - 
Bradlecká Lhota - 
Bukovina u Čisté - 
Bystrá nad Jizerou - 
Chuchelna - 
Čistá u Horek - 
Háje nad Jizerou - 
Holenice -
Horka u Staré Paky - 
Horní Branná - 
Hrubá Skála - 
Jablonec nad Jizerou - 
Jesenný - 
Jestřabí v Krkonoších - 
Jilemnice - 
Kacanovy - 
Karlovice - 
Klokočí - 
Košťálov - 
Kruh - 
Ktová - 
Levínská Olešnice - 
Libštát - 
Lomnice nad Popelkou - 
Loučky - 
Martinice v Krkonoších - 
Mírová pod Kozákovem - 
Modřišice - 
Mříčná - 
Nová Ves nad Popelkou - 
Ohrazenice - 
Olešnice - 
Paseky nad Jizerou - 
Peřimov - 
Poniklá - 
Přepeře - 
Příkrý - 
Radostná pod Kozákovem - 
Rakousy - 
Rokytnice nad Jizerou - 
Roprachtice - 
Rovensko pod Troskami - 
Roztoky u Jilemnice - 
Roztoky u Semil - 
Semily - 
Slaná - 
Stružinec - 
Studenec - 
Svojek - 
Syřenov - 
Tatobity - 
Troskovice - 
Turnov - 
Veselá - 
Víchová nad Jizerou - 
Vítkovice - 
Všeň - 
Vyskeř - 
Vysoké nad Jizerou - 
Záhoří - 
Žernov

## Principales communes
Population des dix principales communes du district au 1er janvier 2025 et évolution depuis le 1er janvier 2024 :
| Turnov                | 14 577 | en augmentation |
| Semily                | 8 022  | en diminution   |
| Lomnice nad Popelkou  | 5 626  | en diminution   |
| Jilemnice             | 5 377  | en diminution   |
| Rokytnice nad Jizerou | 2 478  | en diminution   |
| Horní Branná          | 1 854  | en diminution   |
| Studenec              | 1 826  | en diminution   |
| Mírová pod Kozákovem  | 1 752  | en stagnation   |
| Košťálov              | 1 657  | en augmentation |
| Jablonec nad Jizerou  | 1 609  | en diminution   |